# Cryptocarya yasuniensis
Cryptocarya yasuniensis är en lagerväxtart som beskrevs av P.L.R.Moraes & van der Werff. Cryptocarya yasuniensis ingår i släktet Cryptocarya och familjen lagerväxter. Inga underarter finns listade i Catalogue of Life.